# جيف هاوسر
جيف هاوسر (بالإنجليزية: Jeff Houser)‏ هو لاعب كرة قدم أمريكي، ولد في 4 سبتمبر 1977 في الولايات المتحدة. لعب مع بيتسبورغ ريفرهوندز.